# Wiktory 2008
24. ceremonia rozdania Wiktorów odbyła się 11 maja 2009 roku w Hotelu Sofitel Victoria w Warszawie. Wystąpili Irena Santor, Klaudia Kulawik oraz Waldemar Malicki.

## Laureaci i nominowani
| Kategoria                                  | Laureat                                              | Nominowany                                                                    |
| ------------------------------------------ | ---------------------------------------------------- | ----------------------------------------------------------------------------- |
| Najpopularniejszy polityk                  | Lech Wałęsa                                          | - Lech Kaczyński - Radosław Sikorski - Donald Tusk - Bogdan Zdrojewski        |
| Najwyżej ceniony komentator lub publicysta | Tomasz Lis                                           | - Mateusz Borek - Dorota Gawryluk - Monika Olejnik - Bogdan Rymanowski        |
| Najpopularniejszy aktor telewizyjny        | Piotr Fronczewski                                    | - Andrzej Grabowski - Tomasz Karolak - Cezary Żak - Marta Żmuda Trzebiatowska |
| Gwiazda piosenki i estrady                 | Waldemar Malicki                                     | - Krzysztof Daukszewicz - Edyta Górniak - Agustin Egurrola - Kayah            |
| Najlepszy prezenter TV                     | Piotr Kraśko                                         | - Katarzyna Cichopek - Krzysztof Ibisz - Kinga Rusin                          |
| Twórca najlepszego programu telewizyjnego  | - Wojciech Iwański (Taniec z gwiazdami, Mam talent!) | - Jan Beerend Kępiński - Rinke Rooyens - Elżbieta Skrętkowska - Greg Zgliński |
| Osobowość telewizyjna                      | Anna Dymna                                           | - Tomasz Lis - Szymon Majewski - Cezary Pazura - Justyna Pochanke             |
| Największe odkrycie telewizyjne            | Jarosław Kuźniar                                     | - Paweł Bukrewicz - Szymon Hołownia - Mariusz Kałamaga - Maciej Miecznikowski |
| Najpopularniejszy sportowiec               | Robert Kubica                                        | - Tomasz Adamek - Jakub Błaszczykowski - Tomasz Majewski - Adam Małysz        |
| Wiktor publiczności                        | Robert Janowski                                      | - Katarzyna Cichopek - Agnieszka Chylińska - Edyta Górniak - Krzysztof Ibisz  |
| Superwiktor za całokształt osiągnięć       | - Franciszek Pieczka - Elżbieta Jaworowicz           |                                                                               |
| Superwiktor Specjalny                      | kardynał Stanisław Dziwisz                           |                                                                               |